# Tervajärvi och Puhakanjärvi
Tervajärvi och Puhakanjärvi är en sjö i kommunen Kuhmo i landskapet Kajanaland i Finland. Sjön ligger 173,6 meter över havet. Den är 12 meter djup. Arean är 92 hektar och strandlinjen är 11,22 kilometer lång. Sjön  ingår i Uleälvens huvudavrinningsområde.   Den ligger omkring 93 kilometer öster om Kajana och omkring 530 kilometer nordöst om Helsingfors. 
I sjön finns ön Painosaari. Tervajärvi och Puhakanjärvi ligger öster om Patojärvi. 